# Macahuitera
Macahuitera är en ort i Mexiko.   Den ligger i kommunen Santo Domingo de Morelos och delstaten Oaxaca, i den sydöstra delen av landet, 500 km sydost om huvudstaden Mexico City. Macahuitera ligger 245 meter över havet och antalet invånare är 663.
Terrängen runt Macahuitera är kuperad, och sluttar söderut. Runt Macahuitera är det ganska glesbefolkat, med 48 invånare per kvadratkilometer. Närmaste större samhälle är San Pedro Pochutla, 19,3 km sydost om Macahuitera. I omgivningarna runt Macahuitera växer huvudsakligen savannskog.